# Цахкасар
Цахкасар (вірм. Ծաղկասար) — село в марзі Арагацотн, на заході Вірменії. Село розташоване за 13 км на північ від міста Талін та за 1 км на північ від села Дзорагюх. У селі розташована циклопічна фортеця, названа на честь апостола Тадея.